# Don Juan ou si don Juan était une femme
Don Juan ou si don Juan était une femme é um filme franco-italiano de 1973 dirigido por Roger Vadim e estrelado por Jane Birkin e Brigitte Bardot. Este foi o penúltimo filme de Bardot antes de encerrar sua carreira de atriz. 

## Sinopse
Jeanne (Bardot) é uma mulher moderna que vive em Paris e que se orgulha de ter destruído vários homens que se apaixonaram por seu estilo Don Juan de ser. Ela resolve chamar um padre até seu apartamento para confessar um assassinato que cometeu, e começa a revelar detalhes de seus encontros sexuais do passado.

## Elenco
- Brigitte Bardot como Jeanne
- Robert Hossein como Louis Prévost
- Jane Birkin como Clara
- Mathieu Carrière como Paul
- Michèle Sand como Léporella
- Robert Walker, Jr. como the guitarist
- Maurice Ronet como Pierre Gonzague

## Produção
No filme, Jane Birkin interpreta Clara, uma mulher que se apaixona pela personagem interpretada por Brigitte Bardot. "Eu aceitei o papel imediatamente apenas para poder ir para a cama com Bardot", disse Birkin durante uma entrevista para o The Guardian em 1977. "Ela é totalmente perfeita. Não há uma falha. Deus sabe, eu olhei. Até mesmo seus pés são bonitos".
"Se este não for meu último filme, é o último que vai ficar para marcar", disse Bardot durante as filmagens na Suécia.